# Austronomus
Austronomus — рід молосових, який містить 2 види:
- Austronomus australis (J. E. Gray, 1838) — живе в Австралії
- Austronomus kuboriensis (McKean & Calaby, 1968) — живе в Індонезії й Папуа Новій Гвінеї